# Copa Ricardo Aldao
La Copa Ricardo Aldao, anomenada popularment Campeonato Rioplatense i Copa Río de La Plata, o simplement Copa Aldao, fou una competició oficial per a clubs de futbol organitzada per l'AFA i l'AUF disputada anualment, encara que de manera irregular, entre els campions de lliga d'Argentina i Uruguai. El trofeu va ser donat per l'executiu de futbol argentí Ricardo Aldao (1863–1956), que després es convertiria en president de l'Associació del Futbol Argentí.
La primera competició estava programada per a la temporada 1913 (tot i que mai es va jugar) i la darrera el 1955 (en realitat es va jugar el 1959, no es va proclamar cap campió). La Copa Ricardo Aldao és considerada avui dia com un dels precedents de la Copa Libertadores d'Amèrica. L'any 2009, quan la IFFHS va proclamar el Peñarol de Montevideo com el millor equip sud-americà del segle xx, va tenir en compte la Copa Aldao i altres tornejos internacionals de clubs jugats a Sud-amèrica abans de l'inici de la Copa Libertadores el 1960. L'agost de 2015, un article de la CONMEBOL descrivia la Copa Aldao com una de les primeres copes internacionals de futbol professional a Sud-amèrica.
A les competicions van jugar molts futbolistes importants com els argentins José Manuel Moreno, Ángel Labruna, Guillermo Stabile, Alfredo Di Stefano, Adolfo Pedernera,  Amadeo Carrizo, Carlos Peucelle, Félix Loustau, Néstor Rossi, Antonio Sastre, Bernardo Gandulla, el nascut a Itàlia Renato Cesarini, els uruguaians Roque Máspoli, Ángel Romano, Obdulio Varela, Héctor Scarone, Juan Alberto Schiaffino, Aníbal Paz, Severino Varela, i el paraguaià Arsenio Erico, entre d'altres.

## Història

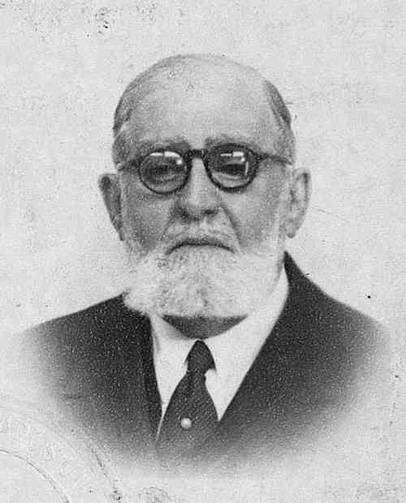
L'executiu del futbol argentí Ricardo Aldao va donar el trofeu, donant el seu nom a la competició.

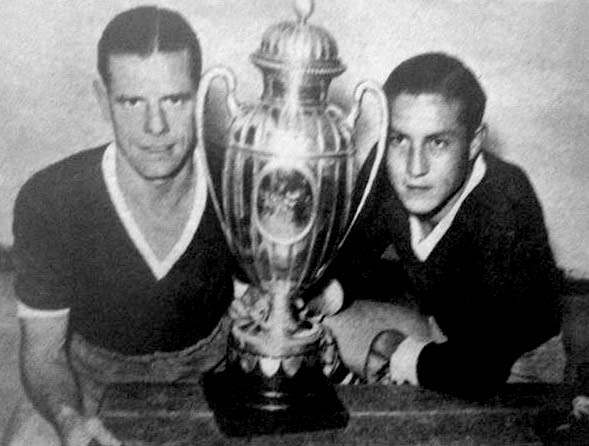
Jugadors d'Independiente (Antonio Sastre esquerra i Arsenio Erico) amb la Copa Aldao de 1938.

Els partits amistosos eren habituals entre clubs de l'Argentina i l'Uruguai a principis del 1900 a causa de la proximitat de les nacions. Inevitablement, un partit per decidir quin era el millor equip entre els campions d'ambdós països acabà arribant. D'aquesta manera, Ricardo Aldao, aleshores president del club Gimnasia y Esgrima (BA) i de l'associació dissident "Federación Argentina de Futbol" va donar un trofeu per decidir el millor equip entre ambdós països. Com a tal, el concurs va rebre el nom per aquesta donació. La primera edició, organitzada l'any 1913, s'havia de disputar entre Estudiantes d'Argentina i River Plate d'Uruguai. No obstant, el partit es va suspendre a causa de la pluja intensa i mai es va reprogramar. El primer campió de la competició no es va coronar fins al 1916, quan el Nacional de Montevideo va vèncer el Racing de Avellaneda per 2-1.
Originalment, es va adoptar un format d'una sola volta, amb el partit jugat a Argentina i Uruguai en any alternatiu. Però el 1940, el Boca Juniors va abandonar el camp quan el partit, jugat a Montevideo, estava empatat 2-2 i es dirigia a la pròrroga. El títol es va atorgar a Nacional al principi, però més tard ambdues associacions no van definir clarament el campió d'aquest any. L'Associació Uruguaya de Fútbol (AUF) i l'Associació Argentina de Futbol (AFA) van estudiar la situació el 22 de gener de 1941 i van anunciar que s'adoptaria un format de dues voltes en les temporades següents. Les finals s'havien de disputar abans de l'inici de la següent temporada. Només es podien incloure jugadors que havien format part dels equips de campions nacionals. Des d'aleshores, la competició es va jugar a doble partit excepte l'edició de 1942, quan no es va jugar el partit de tornada i no es va lliurar el trofeu.
Els problemes d'agenda van obligar els equips d'ambdós països a abandonar la Copa Aldao durant la dècada de 1950, per la qual cosa la competició es va suspendre fins al 1959. Es va fer un últim intent de reactivar el campionat el 1955 en un partit entre Nacional i River Plate. Tanmateix, la final no es va disputar fins quatre anys més tard i mai es va jugar el partit de tornada; per tant, el títol no es va proclamar oficialment. Com a conseqüència, davant la congestió de calendari de les creixents lligues nacionals, així com la creació del nou torneig continental de clubs, la Copa Libertadores d'Amèrica, la Copa Aldao esdevingué redundant i no es va tornar a jugar mai més.

## Historial
Font:
| 1  | 1913 | campionat abandonat | campionat abandonat | campionat abandonat | campionat abandonat | campionat abandonat | campionat abandonat |              |
| 2  | 1916 | Nacional (1)        | 2–1                 | Racing              | GEBA                | Buenos Aires        |                     |              |
| 3  | 1917 | Racing (1)          | 2–2                 | Nacional            | Parque Pereira      | Montevideo          |                     |              |
| 3  | 1917 | Racing (1)          | 2–1 (rep.)          | Nacional            | GEBA                | Buenos Aires        |                     |              |
| 4  | 1918 | Racing (2)          | 2–1                 | Peñarol             | GEBA                | Buenos Aires        |                     |              |
| 5  | 1919 | Nacional (2)        | 3–0                 | Boca Juniors        | Parque Central      | Montevideo          |                     |              |
| 6  | 1920 | Nacional (3)        | 2–1                 | Boca Juniors        | Sp. Barracas        | Buenos Aires        |                     |              |
| –  | 1923 | no es disputà       | no es disputà       | no es disputà       | no es disputà       | no es disputà       |                     |              |
| 7  | 1927 | San Lorenzo (1)     | 1–0                 | Rampla Juniors      | Parque Central      | Montevideo          |                     |              |
| 8  | 1928 | Peñarol (1)         | 3–0                 | Huracán             | River Plate         | Buenos Aires        |                     |              |
| 9  | 1936 | River Plate (1)     | 5–1                 | Peñarol             | Centenario          | Montevideo          |                     |              |
| 10 | 1937 | River Plate (2)     | 5–2                 | Peñarol             | San Lorenzo         | Buenos Aires        |                     |              |
| 11 | 1938 | Independiente (1)   | 3–1                 | Peñarol             | Centenario          | Montevideo          |                     |              |
| 12 | 1939 | Independiente (2)   | 5–0                 | Nacional            | San Lorenzo         | Buenos Aires        |                     |              |
| 13 | 1940 | no atorgat          | 2–2                 | –                   | Centenario          | Montevideo          |                     |              |
| 14 | 1941 | River Plate (3)     | 6–1                 | Nacional            | San Lorenzo         | Buenos Aires        |                     |              |
| 14 | 1941 | River Plate (3)     | 1–1                 | Nacional            | Centenario          | Montevideo          |                     |              |
| 15 | 1942 | no atorgat          | 4–0                 | –                   | Centenario          | Montevideo          |                     |              |
| 16 | 1945 | River Plate (4)     | 2–1                 | Peñarol             | Centenario          | Montevideo          |                     |              |
| 16 | 1945 | River Plate (4)     | 3–2                 | Peñarol             | San Lorenzo         | Buenos Aires        |                     |              |
| –  | 1946 | no es disptà        | no es disptà        | no es disptà        | no es disptà        | no es disptà        | no es disptà        | no es disptà |
| 17 | 1947 | River Plate (5)     | 4–3                 | Nacional            | Centenario          | Montevideo          |                     |              |
| 17 | 1947 | River Plate (5)     | 3–1                 | Nacional            | San Lorenzo         | Buenos Aires        |                     |              |
| 18 | 1957 | no atorgat          | 2–1                 | –                   | Centenario          | Montevideo          |                     |              |

1. ↑  L'historiador argentí Miguel Bionda (en el seu llibre Historia del Fútbol Platense) assegura que l'edició de 1913 es va jugar efectivament i Estudiantes de La Plata va derrotar al River Plate uruguaià per 4–1. Així mateix, les revistes Estudiantes del Mundo: 100 años de gloria, editada pel diari argentí El Día l'any 2005, i el llibre Historia de Estudiantes de La Plata, editat per Diario Hoy el 1997 va estar-hi d'acord. D'altra banda, altres fonts, com la RSSSF i el Centro para la Investigación de la Historia del Fútbol afirmen que el partit es va suspendre a causa de la pluja.[4]
2. ↑  Reemplaçat per un partit entre San Lorenzo i Wandereres que es disputaren la Copa Campeonato del Río de la Plata (San Lorenzo guanyà 1–0). Ambdós clubs pertanyien a associacions dissidents, per tant no va correspondre a la Copa Aldao.[4]
3. ↑  Nacional i Boca Juniors van jugar un partit a l'Estadi Centenario el 28 de desembre de 1940 que va acabar amb un empat 2–2. El Boca Juniors va abandonar el camp abans de la pròrroga. Després la copa es va adjudicar inicialment a Nacional, però finalment cap associació va designar campió.[4][6]
4. ↑  El Nacional va vèncer al River Plate per 4-0 a l'anada jugada a Montevideo, però la copa mai es va adjudicar oficialment ja que el partit de tornada no es va disputar mai.[4]
5. ↑  Reemplaçat per dos partits amistosos entre ambdós finalistes (San Lorenzo 3-2 Nacional a Buenos Aires i Nacional 7-2 San Lorenzo a Montevideo).[4]
6. ↑  River Plate va derrotar al Nacional per 2–1 a l'anada jugada a Montevideo, però la copa mai es va adjudicar oficialment perquè el partit de tornada no es va disputar mai.[4]

### Palmarès
| Equip         | Títols | Anys                         |
| ------------- | ------ | ---------------------------- |
| River Plate   | 5      | 1936, 1937, 1941, 1945, 1947 |
| Nacional      | 3      | 1916, 1919, 1920             |
| Independiente | 2      | 1938, 1939                   |
| Racing        | 2      | 1917, 1918                   |
| Peñarol       | 1      | 1928                         |
| San Lorenzo   | 1      | 1927                         |